# Alwin Schröder
Alwin Schröder (Neuhaldensleben, 15 de juny de 1855 - Boston 17 d'octubre de 1928) fou un músic alemany.
Com els seus germans Karl (1848-1935) i Hermann (1848-1909) varen estudiar amb el seu pare (1823-1889) que era director d'orquestra], i després amb J. B. André, dedicant-se primer al piano i després al violí i al violoncel.
El 1875 entrà com a violoncel·lista en els Concerts Liebig, i el 1880 succeí provisionalment al seu germà Karl en els del Gewandhaus, essent, a més, professor del Conservatori de Leipzig, però abandonà ambdós càrrecs el 1886 per passar a Boston com a violoncel·lista de l'Orquestra Simfònica i del Quartet Kneisel; de 1905 a 1907 fou professor de l'Institut de Música de Nova York, i en aquest últim succeí a Hugo Becker en el Quartet Harmann i en la seva plaça de professor del Conservatori de Frankfurt on tingué entre altres alumnes l'estatunidenc Oscar Sonneck, tornant el 1908 a Boston, on fou primer violoncel·lista de l'Orquestra Simfònica fins al 1912.
Més tard, Karl Schroeder va ser professor de violoncel al Conservatori de Leipzig i va animar el seu germà Alwin a perseguir el violoncel. A Alwin Schroeder li encantava el so del violoncel i inicialment s'ensenyava a si mateix. Alwin va estudiar per primera vegada la viola a l'Akademische Hochschule für Musik de Berlín, mentre continuava amb el violoncel. Després de graduar-se, els primers compromisos orquestrals de violoncel de Schroeder van ser el 1875-1876 a l'orquestra Karl Liebig de Berlín. Després, 1876-1880, Alwin Schroeder va tocar el violoncel amb Laube Kappelle, a Hamburg. Això va fer que Alwin Schroeder el 1880 fos nomenat violoncel co-principal amb el famós violoncel·lista Julius Klengel (1859-1933) de l'orquestra Leipzig Gewandhaus.
Durant la seva estada al Leipzig Gewandhaus 1880-1890, Alwin Schroeder també va començar a ensenyar al Conservatori de Leipzig després que el seu germà Karl hagués marxat per convertir-se en Kapellmeister a Sondershausen, al centre d'Alemanya. Alwin Schroeder va fer una gira a Alemanya i Rússia. La temporada 1891-1892, Alwin Schneider es va unir a la recentment formada Boston Symphony Orchestra com a violoncel principal, on va romandre inicialment durant 12 temporades. Durant aquest temps, va assessorar Dvorak en el seu concert per a violoncel (1894-1895). El 1903, Franz Kneisel, concertista de la Simfonia de Boston, va demanar a Schroeder que també s'unís al Kneisel Quartet, amb el qual Kneisel, Theodorowicz, Svecenski i Schroeder van fer una gira pels Estats Units. Alwin Schroeder va deixar el Quartet Kneisel la primavera de 1907 per tornar a Alemanya, on va ensenyar violoncel al Dr. Hoch Konservatorium durant un any a Frankfurt 49. Schroeder va tornar als Estats Units l'estiu de 1908 a Boston on va tornar a ser violoncel principal amb l'Orquestra Simfònica de Boston durant dues temporades 1910-1912. 1912-1918, Alwin Schroeder podria haver estat amb la Simfonia de Nova York. Durant aquest període, Schroeder va tocar amb el violí Willy Hess i Lionel Tertis, al quartet de Hess. Schroeder també va substituir Leo Schulz al Margulies Trio. Durant el 1910-1912, Schroeder va tocar amb el Boston String Quartet. La temporada 1918-1919, Alwin Schroeder va tornar a la Boston Symphony com a violoncel principal. Va romandre amb Boston altres 7 temporades fins al final de la temporada 1924-1925. A mitjans dels anys vint, Schroeder va ensenyar violoncel al New York Institute for Musical Art (Juilliard). Alwin Schroeder va morir a Boston, el 17 d'octubre de 1928.